# 第7回JBCスプリント
農林水産大臣賞典 第7回JBCスプリント（のうりんすいさんだいじんしょうてん だい7かいジェイビーシースプリント）は、2007年10月31日に大井競馬場で施行された競馬の競走である。フジノウェーブが地方所属の競走馬として初めてJBC競走を優勝した。

## レース施行前の状況
日本中央競馬会（JRA）所属馬は10頭が出走登録を行い、アグネスジェダイ、ノボトゥルー、プリサイスマシーン、メイショウバトラー、リミットレスビッドの5頭が選定馬となり、ディバインシルバー、トーセンブライト、ナカヤマパラダイス、トロピカルライト、ジョイフルハートの5頭は補欠馬だったが、選定馬の回避が無く出走に至らなかった。
このうち1番人気に推されたのは、この年かきつばた記念、さきたま杯、スパーキングレディーカップ、さらにはクラスターカップと交流重賞を4連勝していた武豊騎乗の7歳牝馬メイショウバトラーであった。同馬は前年にも川崎・JBCマイルでブルーコンコルドの2着に奮闘しており、初のGI級競走勝利を目指してここに出走してきた。
そのメイショウバトラーを前走東京盃で破ったリミットレスビッドが2番人気。当時大井所属であった内田博幸とのコンビ継続で期待を集めたが、かきつばた記念やさきたま杯ではメイショウバトラーに先着されており2番手の扱いに留まった。
3番人気のプリサイスマシーンはこの年の阪急杯の勝ち馬で、川崎所属時に5連勝で中央転入を果たした過去がある。芝・ダート問わず好走していた同馬は2007年も阪急杯（芝）1着➝高松宮記念（芝）3着➝京王杯スプリングカップ（芝）9着➝北海道スプリントカップ（ダート）2着➝スプリンターズステークス（芝）7着とコースを問わず短距離重賞に挑戦していた。
4番人気アグネスジェダイは同年の北海道スプリントカップの勝ち馬。年初のドバイ遠征こそドバイゴールデンシャヒーン10着と大敗したものの、帰国後は復調気配にあった。
中央馬唯一のGI馬であるノボトゥルーは既に11歳を数えていた上、2006年の骨折後流石に衰えが隠せないようになっており評価は低かった。
地方競馬からは11頭が出走。地方勢総大将は東京盃で3着に健闘した船橋のベルモントサンダーで5番人気。南関東2冠馬ナイキアディライトが6番人気、帝王賞後馬インフルエンザの関係でぶっつけでの出走となったフジノウェーブは、年初に10連勝の快進撃があったものの両馬に続く7番人気となった。なお、南関東以外からは道営1頭、東海地区から4頭が遠征している。この他、当初選定馬だったビービーバーニング（道営）とチョウサンタイガー（川崎）が回避し、補欠馬だったキングオブライヒ（川崎）とロケットパンチ（笠松）が繰上り選定された。

## 出走馬と枠順
天気：曇、馬場状態：良、発走時刻：19時25分
| 枠番 | 馬番 | 競走馬名           | 所属 | 性齢 | 騎手               | オッズ        | 調教師           | 馬主                     |
| ---- | ---- | ------------------ | ---- | ---- | ------------------ | ------------- | ---------------- | ------------------------ |
| 1    | 1    | オグリホット       | 笠松 | 牡4  | 筒井勇介（笠松）   | 307.1（13人） | 山中輝久（笠松） | 小栗孝一                 |
| 1    | 2    | アグネスジェダイ   | JRA  | 牡5  | 小牧太（JRA）      | 7.2（4人）    | 森秀行（栗東）   | 渡辺孝男                 |
| 2    | 3    | ブルーローレンス   | 川崎 | 牡6  | 戸崎圭太（大井）   | 389.0（14人） | 足立勝久（川崎） | 黛大介                   |
| 2    | 4    | アドミラルサンダー | 道営 | 牡5  | 酒井忍（川崎）     | 190.2（11人） | 原孝明（道営）   | 引田正臣                 |
| 3    | 5    | キングオブライヒ   | 川崎 | 牡4  | 前住和寿（川崎）   | 110.5（9人）  | 鬼沢裕充（川崎） | 早川稔                   |
| 3    | 6    | フジノウェーブ     | 大井 | 牡5  | 御神本訓史（大井） | 38.1（7人）   | 高橋三郎（大井） | 大志総合企画（株）       |
| 4    | 7    | コアレスタイム     | 船橋 | 牡9  | 的場文男（大井）   | 106.2（8人）  | 川村昭男（船橋） | 小林昌志                 |
| 4    | 8    | クィーンロマンス   | 笠松 | 牝6  | 尾島徹（笠松）     | 427.0（16人） | 山中輝久（笠松） | （有）稲葉牧場           |
| 5    | 9    | プリサイスマシーン | JRA  | 牡8  | 安藤勝己（JRA）    | 7.1（3人）    | 萩原清（美浦）   | 池谷誠一                 |
| 5    | 10   | ナイキアディライト | 船橋 | 牡7  | 今野忠成（川崎）   | 16.4（6人）   | 川島正行（船橋） | 小野スミ                 |
| 6    | 11   | リミットレスビッド | JRA  | 牡8  | 内田博幸（大井）   | 2.5（2人）    | 加用正（栗東）   | （有）社台レースホース   |
| 6    | 12   | ベルモントサンダー | 船橋 | 牡6  | 石崎駿（船橋）     | 11.6（5人）   | 出川克己（船橋） | （有）ベルモントファーム |
| 7    | 13   | ノボトゥルー       | JRA  | 牡11 | 岩田康誠（JRA）    | 197.2（12人） | 森秀行（栗東）   | （株）LS.M               |
| 7    | 14   | ロケットパンチ     | 笠松 | 牡7  | 佐藤友則（笠松）   | 424.4（15人） | 青木達彦（笠松） | 葛西豊次                 |
| 8    | 15   | メイショウバトラー | JRA  | 牝7  | 武豊（JRA）        | 2.3（1人）    | 高橋成忠（栗東） | 松本好雄                 |
| 8    | 16   | マサアンビション   | 愛知 | 牡8  | 戸部尚実（愛知）   | 170.2（10人） | 瀬戸口悟（愛知） | 丸井正貴                 |

負担重量は3歳55kg、4歳以上57kg、牝馬2kg減。

## レース展開
スタート後に逃げたのはアグネスジェダイで、プリサイスマシーン、ナイキアディライトなどが続いた。最後の直線ではゴール前にフジノウェーブ、プリサイスマシーン、アグネスジェダイの3頭が接戦をみせ、クビ差でフジノウェーブが1着でゴールした。

## レース結果
| 着順 | 枠番 | 馬番 | 競走馬名           | タイム | 着差     |
| ---- | ---- | ---- | ------------------ | ------ | -------- |
| 1    | 3    | 6    | フジノウェーブ     | 1:11:0 |          |
| 2    | 5    | 9    | プリサイスマシーン | 1:11:0 | クビ     |
| 3    | 1    | 2    | アグネスジェダイ   | 1:11:1 | クビ     |
| 4    | 6    | 11   | リミットレスビッド | 1:11:3 | 1馬身    |
| 5    | 4    | 7    | コアレスタイム     | 1:11:4 | 1/2      |
| 6    | 5    | 10   | ナイキアディライト | 1:11:4 | クビ     |
| 7    | 6    | 12   | ベルモントサンダー | 1:11:4 | アタマ   |
| 8    | 8    | 15   | メイショウバトラー | 1:11:7 | 1馬身3/4 |
| 9    | 2    | 4    | アドミラルサンダー | 1:12:0 | 1馬身1/2 |
| 10   | 7    | 13   | ノボトゥルー       | 1:12:1 | 3/4      |
| 11   | 2    | 3    | ブルーローレンス   | 1:12:3 | 1馬身    |
| 12   | 8    | 16   | マサアンビション   | 1:12:6 | 2馬身    |
| 13   | 1    | 1    | オグリホット       | 1:13:2 | 3馬身    |
| 14   | 4    | 8    | クィーンロマンス   | 1:13:5 | 1馬身3/4 |
| 15   | 7    | 14   | ロケットパンチ     | 1:13:6 | 3/4      |
| 16   | 3    | 5    | キングオブライヒ   | 1:14:0 | 2馬身    |

### データ
| 600m通過タイム      | 34.3秒（アグネスジェダイ） |
| 上がり4ハロン       | 48.0秒                     |
| 上がり3ハロン       | 36.7秒                     |
| 優勝馬上がり3ハロン | 36.2秒                     |

### 払戻
| 単勝   | 6     | 3810円   |
| 複勝   | 6     | 680円    |
| 複勝   | 9     | 270円    |
| 複勝   | 2     | 240円    |
| 枠連   | 3-5   | 5910円   |
| 馬連   | 6-9   | 10300円  |
| 枠単   | 3-5   | 15520円  |
| 馬単   | 6-9   | 40690円  |
| 3連複  | 2-6-9 | 18140円  |
| 3連単  | 6-9-2 | 273500円 |
| ワイド | 6-9   | 2860円   |
| ワイド | 2-6   | 2350円   |
| ワイド | 2-9   | 790円    |